# Philippe Mouskes
Philippe Mouskes, auch Mouskés oder Mousket (* vor 1220; † 24. Februar 1282) war ein Bischof von Tournai und Autor einer Reimchronik. Er stammte aus Gent und wurde um das Jahr 1242 Kanon und Kanzler der Kirche in Tournai. 1272 wurde er zum Bischof gewählt, welches Amt er bis zu seinem Tod innehatte.

## Leben
Um das Jahr 1245 begann Mouskes mit der Niederschrift seiner Reimchronik, die er in Altfranzösisch verfasste. In 31.150 Versen erzählt er die Geschichte der Franken von ihren mythologischen Anfängen in Troja an und führt sie bis in die Regierungszeit Ludwigs IX. des Heiligen ins Jahr 1242 fort. Das Hauptaugenmerk seiner Erzählung liegt allerdings auf der Geschichte Karls des Großen. Der historische Wahrheitsgehalt seiner Erzählung wird als eher gering eingestuft, vor allem da bei ihm die Ereignisse legendenhaft übertrieben wiedergegeben werden.